# Bathyarca inaequisculpta
Bathyarca inaequisculpta ist eine Muschelart aus der Familie der Archenmuscheln (Arcidae) in der Ordnung Arcida.

## Merkmale
Das leicht ungleichklappige aufgeblähte Gehäuse erreicht eine Größe von 8,5 Millimetern (maximaler Durchmesser). Es bildet im Umriss etwa einen nur leicht verschobenen Drei-Viertel-Kreisbogen mit langem geraden Dorsalrand. Das Gehäuse ist in etwa so lang wie hoch. Die linke Klappe ist deutlich größer als die rechte Klappe, die in der linken Klappe sitzt. Der kräftige Wirbel sitzt fast in der Mitte der Längsausdehnung des Gehäuses, nur leicht vor der Mitte. Der hintere Gehäuseteil ist dadurch nur unwesentlich länger als der vordere Gehäuseteil. Die Wirbel treten prominent hervor. Das Dorsalfeld ist von oben gesehen eng und flach. Vorder-, Ventral- und Hinterrand bilden einen großen, breiten Bogen. Dorsalrand und Vorderrand bilden einen flachen Winkel, Dorsal- und Hinterrand sind ebenfalls flachwinklig, jedoch noch etwas flacher als der vordere Winkel. Der innere Rand der größeren linken Klappe ist schwach gezähnelt, der innere Rand der rechten Klappe ist dagegen glatt.
Das Schloss ist taxodont, die Schlossplatte gebogen. Die Zähnchen sind in zwei Gruppen im vorderen und hinteren Teil der Schlossplatte angeordnet. Im vorderen Teil sind fünf divergierende Zähnchen vorhanden, im hinteren Teil sind ebenfalls fünf Zähnchen vorhanden, die aber annähernd parallel zum Dorsalrand angeordnet sind. Das duplivinculare Ligament zeigt winklige Strukturen, die vom hinteren Teil des Dorsalfeldes ausgehen.
Die weißliche Schale ist dünn, aber nicht zerbrechlich. Die Ornamentierung besteht aus zahlreichen konzentrischen niedrigen Wülsten, die von zahlreichen radialen Linien gekreuzt werden. Die radialen Elemente treten auf der kleineren rechten Klappe etwas deutlicher hervor. Das dünne, strohgelbe Periostracum löst sich leicht ab und ist zu sehr kurz Borsten ausgezogen. ist meist nur am Rande und im hinteren Gehäuseteil erhalten, und ist zu dichten, braunen und kurzen Härchen zwischen den feinen Rippen ausgezogen.
Der vordere Schließmuskel ist geringfügig kleiner als der hintere Schließmuskel.

## Geographische Verbreitung, Lebensraum und Lebensweise
Die Art ist im gesamten Atlantik verbreitet. Sie kommt dort in größeren Tiefen von etwa 2000 Metern bis in über 5000 Meter Wassertiefe vor. Sie lebt halb eingegraben und mit ein paar wenigen Byssusfäden angeheftet in Schlamm. Die Geschlechter sind getrennt. Die Eier messen 130 µm im Durchmesser.

## Taxonomie
Die Art wurde 1885 von Edgar Albert Smith als Arca inaequisculpta erstmals beschrieben. Sie wird heute der Gattung Bathyarca zugewiesen. MolluscaBase verzeichnet zwei Synonyme Arca dakarensis Locard, 1898 und Bathyarca abyssorum Verrill & Bush, 1898.

## Belege

### Online
- Marine Bivalve Shells of the British Isles: Bathyarca inaequisculpta (E. A. Smith, 1885) (Website des National Museum Wales, Department of Natural Sciences, Cardiff)